# Richard Zimler

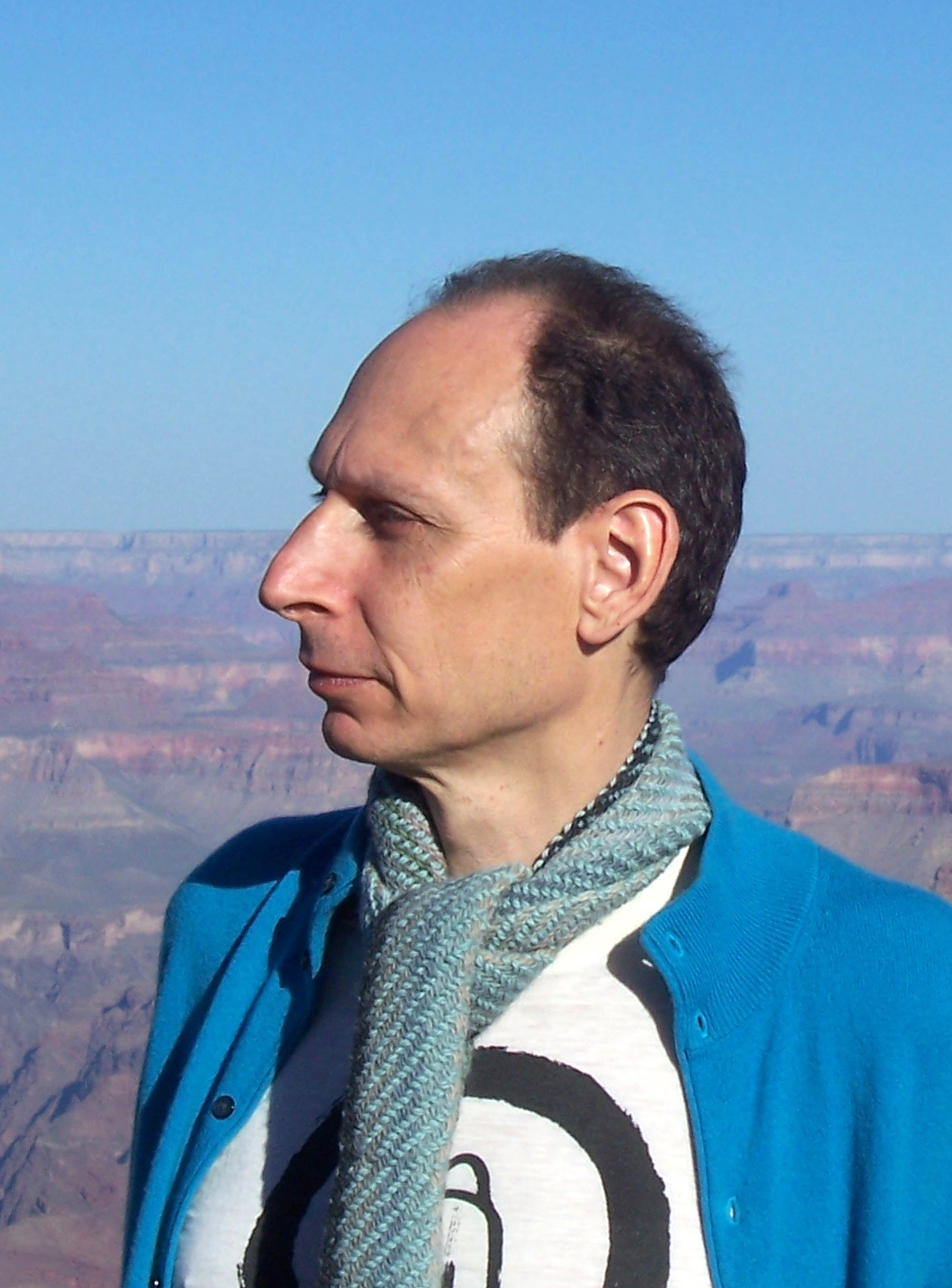

Richard Zimler (januari 1956, Roslyn Heights, New York) is een Amerikaans schrijver. Zijn romans zijn in veel landen gepubliceerd en in meer dan twintig talen vertaald, waaronder een tweetal in het Nederlands. Zimler is vooral bekend als schrijver van romans over de Joodse cultuur en geschiedenis.

## Loopbaan
Na een studie vergelijkende godsdienstwetenschappen aan Duke University en een studie journalistiek aan Stanford University was Zimler acht jaar werkzaam als journalist, voornamelijk in en rond San Francisco. In 1990 verhuisde hij naar Porto, Portugal waar hij naast zijn schrijfwerk, waaronder korte verhalen en recensies, zestien jaar journalistiek doceerde aan de Universiteit van Porto en een journalistieke academie. Sinds 2002 is hij genaturaliseerd Portugees burger.

## Korte bibliografie

### Vertaalde titels
- De laatste kabbalist van Lissabon (1999), vertaald door Hi- en Montijn (The Last Kabbalist of Lisbon)
- De Warschau-Anagrammen (2012), vertaald door Jan Steemers (The Warsaw Anagrams, 2011)

### Overige romans
- The Seventh Gate (2007)
- The Search for Sana (2005)
- Guardian of the Dawn (2005)
- Hunting Midnight (juli 2003)
- The Angelic Darkness (1998)
- Unholy Ghosts (1996)

### Het vertaalde werk
Tot voor kort was in het Nederlandse taalgebied alleen een vertaling van Zimler’s historische thriller The Last Kabbalist of Lisbon beschikbaar - De laatste kabbalist van Lissabon (1999, pocketuitgave 2000).
Dit boek, waarvoor de auteur in de Verenigde Staten pas een uitgever vond toen het in andere landen een bestseller was geworden, speelt in het middeleeuwse Porto, waar joden gedwongen tot het christendom werden bekeerd, maar niettemin zwaar onder pogroms leden. De hoofdpersoon, Berekiah Zarco, een verluchter van manuscripten, ontsnapt op het nippertje aan een slachting, maar treft zijn oom thuis vermoord aan. Mede gebruikmakend van op de kabbala steunende inspiratie probeert Berekiah erachter te komen of zijn oom door christenen of door geloofsgenoten is vermoord.
Inmiddels is ook Zimler’s meest recente boek in Nederlandse vertaling verschenen (2012), onder de titel De Warschau-Anagrammen (oorspronkelijke titel: The Warsaw Anagrams).
Deze historische thriller speelt in het getto van Warschau, in het najaar van 1940, als de nazi’s de wijk met een muur en prikkeldraad van de buitenwereld afsluiten en er Joden uit de rest van Warschau en de rest van Polen naartoe beginnen te transporteren, om ze later uit deze gevangenis naar werk- en vernietigingskampen te deporteren.
Het verhaal beschrijft de verbeten en gevaarlijke speurtocht in en buiten dit steeds vollere ‘eiland’, die de oudere, niet-gelovige, Joodse psychoanalyticus Erik Cohen (bijgestaan door een kleurrijke oude schoolvriend) onderneemt om de moordenaar van zijn jonge neefje Adam op te sporen. Na een clandestiene strooptocht buiten het getto is Adam naakt, met een geamputeerd been, in het prikkeldraad buiten de gettomuren gevonden. (Hier is de oom dus hoofdpersoon en de neef het slachtoffer, een omkering ten opzichte van De laatste kabbalist van Lissabon.)
De roman heeft de vorm van een raamvertelling: het verhaal wordt verteld door de dolende ziel (in het Jiddisj ibboer) van Erik, die na zijn eigen dood in een nazi-werkkamp, in de winter van 1941 naar het getto terugkeert en daar aan een vrome oude Jood verschijnt, die zijn avonturen rond de dood van zijn neefje vervolgens op schrift stelt.
Alleen al vanwege de knap gedoseerde portrettering van het steeds moeilijker  dagelijks leven in het getto van Warschau, die de auteur door zijn plot weeft, zou dit boek op de leeslijst van middelbare scholieren behoren te staan.
Zimlers boeken leverden hem in 1994 de "National Endowment of the Arts Fellowship in Fiction" en in 1998 de Herodotus Award op. In 2009 ontving hij in Frankrijk de Prix Alberto Benveniste voor zijn roman Guardian of the Dawn. Deze prijs wordt gegeven voor romans over de Sefardisch-Joodse cultuur of geschiedenis. Drie romans – Hunting Midnight, The Search for Sana en The Seventh Gate – zijn genomineerd voor de International IMPAC Dublin Literary Award, de grootste prijs in de Engelssprekende wereld.

## Ander werk
Zimler heeft samen met Rasa Sekulovic de redactie verzorgd van een bundel korte verhalen, The Children’s Hours, waarvan de auteurs alle royalty’s afstaan aan Save the Children gaan, de grootste organisatie voor kinderrechten op de wereld. Deelnemende auteurs zijn: Margaret Atwood, Nadine Gordimer, André Brink, Markus Zusak, David Almond, Katherine Vaz, Alberto Manguel, Eva Hoffman, Juno Díaz, Uri Orlev en Ali Smith.
In 2009 schreef en acteerde Zimler in The Slow Mirror, een korte film gebaseerd op een van zijn verhalen. Deze film, geregisseerd door de Zweeds-Portugese filmmaker Solveig Nordlund, won in mei 2010 de Best Drama-award van het New York Downtown Short Film Festival.
In augustus 2011 publiceerde Zimler zijn eerste dichtbundel: Love’s Voice: 72 Kabbalistic Haiku. De verzen in dit boek vangen joodse mystieke ideeën en beelden in de vorm van haiku’s.   